# Săveni, Ialomița
Săveni là một xã thuộc hạt Ialomița, România. Dân số thời điểm năm 2002 là 5638 người.